# Jean-Marie Vergès
Jean-Marie Vergès, surnommé John, est un des premiers Français à s'être installé en Nouvelle-Calédonie.

## Biographie
Originaire des Hautes-Pyrénées, il est dans un premier temps chercheur d'or en Australie.
Gendre d'Eugène Porcheron, il arrive en Nouvelle-Calédonie en 1854 ou 1855.
Il devient colon-éleveur à la « Vallée des Colons » (en réalité, l'actuel quartier de Magenta à l'est de Nouméa). Dans le cadre de cette activité, il s'implante également à Boulouparis.
Dans la nuit du 3 novembre 1856, c'est lui qui prévient la garnison de Port-de-France de l'attaque des guerriers du chef Kuindo dans la Vallée des Colons, une attaque qui mènera à la mort d'un colon nommé Expert et de trois militaires. Jean-Marie Vergès, dit John, aurait été épargné car les Mélanésiens le croyaient Anglais.
Il est également propriétaire d'une laiterie à Nouméa, et membre du premier conseil municipal de Port-de-France en 1859.

### La «patache à Vergès»
Constatant un manque de moyen commun de transport, il fait venir de Melbourne une diligence. Il la conduit lui-même entre Nouméa et La Foa à partir de 1873. En plus de transporter des personnes et des biens, elle fait office de malle-poste, ce qui permet d'acheminer le courrier dans les zones situées entre deux localités non desservies par les services côtiers. Cette diligence, surnommée la « patache à Vergès », est allée jusqu'à la baie d'Ouaraï (Téremba) ; un voyage qui durait deux jours et demi depuis Nouméa dans le meilleur des cas.
La patache a roulé jusqu'au début du XXe siècle et l'arrivée des premières automobiles à Nouméa.

## Distinctions
Jean-Marie Vergès a donné son nom à une rue de la Vallée des Colons à Nouméa (appelée simplement rue Jean-Vergès).
Sa patache est représentée sur un timbre de l'OPT émis en 1973 et illustré par Jean Pheulpin.